# Viborgsøerne
Viborgsøerne, fællesbetegnelse for søerne i Viborg by, bestående af Nørresø med et areal på ca. 124 ha og Søndersø med et areal på ca. 151 ha.

## Geologi
Viborgsøerne er geologisk et levn fra den sidste istid, som sluttede for ca 15.000 år siden. Søerne er beliggende i en gammel tunneldal, som mod nordøst når helt op til Hobro og Mariager Fjord, mens den mod sydvest fortsætter ud til Hald sø, hvor der under den sidste del af istiden fandtes en stor gletsjerport. Hvor Viborgsøerne nu ligger, er der formentlig ved slutningen af istiden blevet efterladt én eller flere såkaldte dødisklumper, som kun langsomt er smeltet.

## Historie
I tidlig middelalder var de to søer, Søndersø og Nørresø, adskilte af en tange, som lå lidt syd for den nuværende dæmning. Da Erik Menved i 1313 byggede borgen på Borgvold, blev søerne opstemmet og vandstanden steg med omtrent to meter, så tangen blev oversvømmet og de to søer kom til at hænge sammen. Det bevirkede, at vejen til Asmild og en bebyggelse ved søbredden gik tabt. I mange år var det nødvendigt at sejle over søerne eller gå uden om, og først i begyndelsen af 1800-tallet blev der lavet en permanent færgeforbindelse over søerne, da ejeren af Asmild Kloster i 1805 fik tilladelse til færgefart. I 1812 byggede fabrikant Bertel Bruun en træbro, på foranledning af Justitsråd P.D. Bruun, daværende ejer af Asmild Kloster. Broen forbandt ”Salonhalvøen” med den modsatte bred, og det kostede bropenge at komme over. I 1855 blev den nuværende dæmning taget i brug. Dæmningen blev bygget som et led i en ny landevej mellem Randers og Holstebro. Byggeriet blev ledet af ingeniørkaptajn Enrico Mylius Dalgas, den senere medstifter af og direktør for Hedeselskabet.
Fra gammel tid har der været to vandmøller i forbindelse med søerne, Nørremølle ved søernes nordlige ende og Søndermølle ved sydenden, hvor søerne blev opstemmet tilbage i middelalderen.

## Søerne i dag
Nørresø har et areal på 124 ha. Den er 2,3 km. lang og ca. 700 m. bred på det bredeste sted. Den største dybde er 12,2 m. og findes i det nordøstlige hjørne. Søbredden er bebygget stort set hele vejen rundt. Søndersø har et areal på 151 ha. Den er 2,2 km. lang og har en største bredde på 900 m. Den største dybde – omtrent midt i søen – er 7 m. Et stisystem langs med søbredden gør det muligt at gå hele vejen omkring Søndersø.
Viborgsøerne har været – og er tildels stadig – plaget af kraftig forurening. Især Søndersø er blevet forurenet af byens spildevand, som langt op i 1900-tallet blev ledt urenset ud i søen. Søbunden er derfor stadig dækket af et tykt lag fosfor-holdigt slam. Nørresø er mindre forurenet. Den har i de senere år fået "kunstigt åndedræt", idet der i sommerperioden ledes ilt ud i søen.
Fiskebestanden i søerne er præget af mange "skidtfisk", skaller, brasen m.v., men der fanges dog også en del spisefisk, herunder gedder, sandart, søørreder og ål. Søerne ejes af Viborg Kommune, og fiskeriet er frit fra båd eller fra de dele af søbredden, som er offentligt tilgængelig. Nørresø er meget benyttet til konkurrencer i medefiskeri. Især fra England og Holland kommer medefiskere rejsende til Viborg for at dyrke denne sport i Nørresø.
Der er mulighed for badning flere steder, bl.a. ved badeanstalten Kærvænget på Nørresøs vestside og ved Viborg Sø Camping på Søndersøs østside.
Om sommeren sejler Viborg Turistbureaus turbåd "Margrethe I" dagligt flere rundture på søerne. Båden kan også lejes til sejladser med selskaber.